# Autoroute A1 (Croatie)
Pour les articles homonymes, voir Autoroute A1.
L'autoroute A1 (en croate Autocesta A1) est la plus longue autoroute de Croatie avec ses 465,5 kilomètres. Cette voie de circulation, en reliant Zagreb, la capitale du pays, à Split, la deuxième ville de Croatie, représente un couloir de circulation fondamental sur le plan national. Sur le territoire croate, elle dessert de nombreuses agglomérations, permet l'accès à de grands parcs naturels ainsi qu'à des stations balnéaires de la côte Adriatique, elle revêt donc une importance majeure en matière de développement économique, surtout dans le domaine du tourisme. Encore inachevée dans sa partie orientale, l'autoroute est en cours de construction et devrait assurer la desserte du port de Ploče et de Dubrovnik.
À plus petite échelle, l'autoroute A1, représente une section centrale de la future autoroute Adriatique-Ionienne devant relier Trieste en Italie à Kalamata en Grèce.

## Description de l'itinéraire

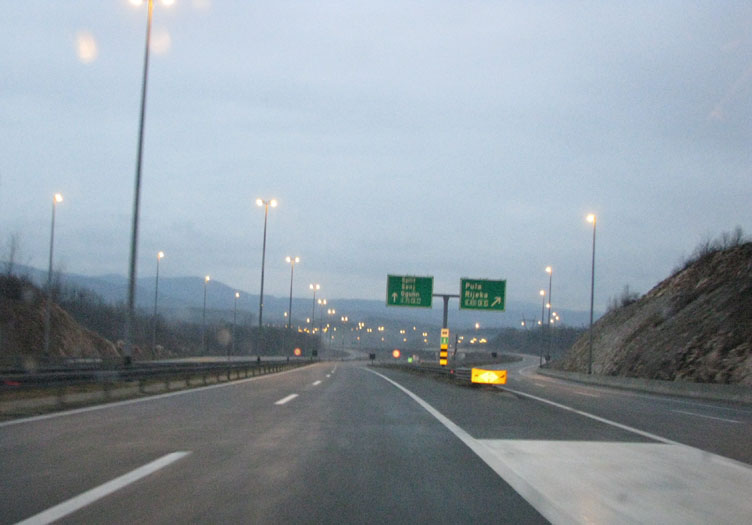
L'échangeur de Bosiljevo 2 où se séparent les autoroutes A1 vers Split et A6 vers Rijeka.

Actuellement, l'autoroute A1 présente un linéaire de 465,5 kilomètres entre Zagreb (échangeur de Lučko) et Vrgorac près de Ploče. Il est prévu d'atteindre cette dernière ville à la fin de l'année 2012.
L'autoroute A1 comporte deux voies de circulation et une bande d'arrêt d'urgence dans chaque sens à l'exception du viaduc de Drežnik (long de 2 485 mètres) où il n'existe pas de bande d'arrêt d'urgence. En juin 2011, cette artère disposait de 33 échangeurs permettant l'accès à de nombreuses agglomérations en étant connecté au réseau croate de routes nationales, de nombreuses aires de repos sont présentes offrant des services divers allant du simple stationnement et de la présence de toilettes à la vente de carburants, à des prestations de restauration et d'hôtellerie.
Dans sa partie initiale (au départ de Zagreb), entre les échangeurs de Lučko et de Bosiljevo 2, l'autoroute suit le corridor paneuropéen Vb reliant Rijeka à Budapest. À l'échangeur Bosiljevo 2, situé au sud-ouest de Karlovac, les automobilistes se rendant à Rijeka quittent l'A1 et s'engagent sur l'A6 en direction du sud-ouest, ceux se dirigeant vers Split poursuivent sur l'A1 qui prend alors dans une direction méridionale. Les 67 premiers kilomètres de l'autoroute, même s'ils sont partie intégrante de l'A1, sont gérés par la société Autocesta Rijeka-Zagreb, tandis que le reste de l'autoroute A1 (au sud de l'échangeur de Bosiljevo 2) est placée sous l'autorité de Hrvatske autoceste.
Un système de surveillance de la circulation et de régulation de trafic est en service sur l'autoroute. Des appareils de mesure, de contrôle sont installés dans les zones connues de brouillard et/ou de vent fort, à proximité des ponts, viaducs et tunnels. Des panneaux électroniques de signalisation sont utilisés pour communiquer aux usagers les conditions atmosphériques, les restrictions éventuelles de trafic ou d'autres informations susceptibles de modifier les conditions de circulation.
L'autoroute A1 traverse des milieux géographiques très différents : collines dans la partie septentrionale, ensemble montagneux au centre, littoral de la côte dalmate dans le sud. Elle permet, directement ou par l'intermédiaire d'itinéraires routiers de raccordement, de rejoindre un grand nombre de destinations touristiques telles que le centre olympique croate de Bjelolasica dans les Gorski Kotar, de stations balnéaires de la mer Adriatique ainsi que et plusieurs parcs naturels d'importance nationale ou régionale. Parmi ces derniers, nombreux en Croatie, citons le parc national des lacs de Plitvice, le parc national de Sjeverni Velebit, le parc naturel de Velebit dans la région de Lika; en Dalmatie, le parc national de Paklenica, le parc naturel de Telašćica, le parc national des Kornati, le parc naturel du lac de Vrana, le parc national de Krka et le parc naturel de Biokovo. L'autoroute dessert en outre vers un certain nombre de sites du patrimoine mondial de l'UNESCO tels que les lacs de Plitvice déjà cités, la cathédrale Saint-Jacques de Šibenik, le palais de Dioclétien à Split et la ville historique de Trogir.

## Péage
L’A1 est une autoroute à péage ; le système de péage repose sur la répartition des véhicules en plusieurs classes. Il s’agit d’un péage fermé (donc avec des gares de péage à chaque point d'entrée ou de sortie) intégré avec celui de l’A6 : les deux opérateurs, Autocesta Rijeka - Zagreb et Hrvatske autoceste, ayant mis en place une unification dès le raccordement leur itinéraire respectif. Les usagers peuvent payer en kunas, euros, en liquide, par carte de crédit ou carte de débit prépayées ainsi que divers types de cartes à puce émises par les sociétés autoroutières croates (à l’exception de l'A2 qui n'est pas une autoroute officielle mais une route pour automobiles) ou par télépéage ; dans ce dernier cas, les conducteurs bénéficient de voies dédiées et de réductions.